# Вольпедо
Вольпедо (італ. Volpedo, п'єм. Volped) — муніципалітет в Італії, у регіоні П'ємонт,  провінція Алессандрія.
Вольпедо розташоване на відстані близько 440 км на північний захід від Рима, 105 км на схід від Турина, 29 км на схід від Алессандрії.
Населення — 1249 осіб (2014).

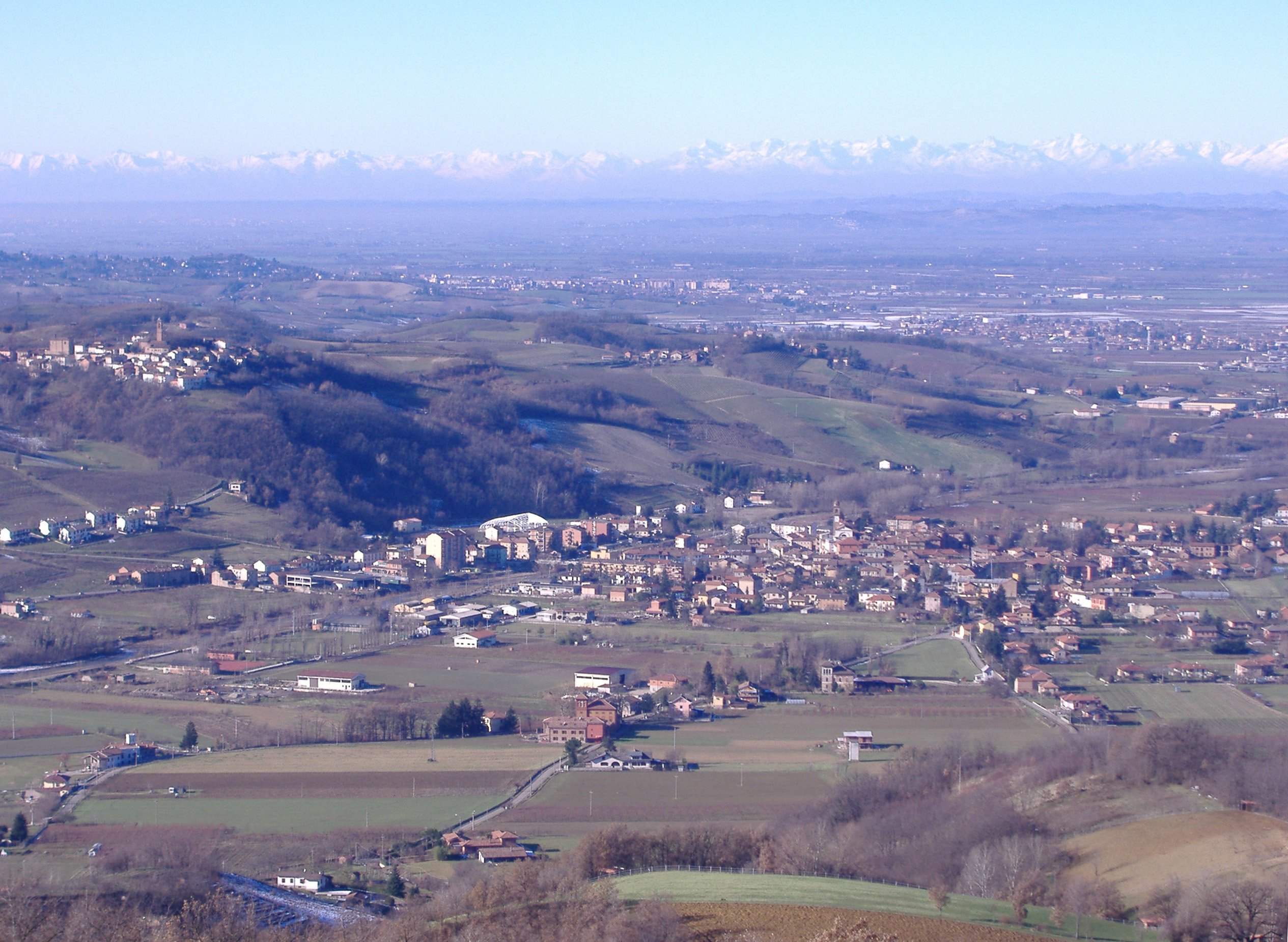

Щорічний фестиваль відбувається 27 грудня. Покровитель — San Giovanni apostolo.

## Демографія
Населення за роками:

Станом на 1 січня 2023 року в муніципалітеті офіційно проживав 141 іноземець з 15 країн, серед них 79 громадян країн Євросоюзу та 3 громадяни України.

## Сусідні муніципалітети
- Казальночето
- Годіаско
- Монлеале
- Монтемарцино
- Поццоль-Гроппо
- Вольпельїно